# Asociación Danesa de Profesores de Español

La Asociación Danesa de Profesores de Español (ADPE) (en danés: Danske Foreningen af Lærere i spansk), es una organización profesional de formación de profesores o docentes de la lengua española en Dinamarca, cuyo objetivo principal es velar por los intereses de la enseñanza del español en todos los niveles del sistema educativo de Dinamarca.
Estos son los siguientes objetivos específicos que cumple la asociación:
1. Reunir los profesores de español en Dinamarca.
2. Organizar cursos, seminarios, congresos para el profesorado o personal docente.
3. Difundir el conocimiento del idioma español.

En Dinamarca, la excelente situación del español en el nivel secundario, es ya la tercera lengua, lo cual no tiene correlato en la etapa previa. La oferta del español es aún muy escasa y su desarrollo no se ve favorecido por la normativa actual. A las desigualdades condiciones en que compite con el alemán o el francés como únicas opciones como segundas lenguas extranjeras para los alumnos del nivel, habría que añadir que no figura como asignatura en los programas de Magisterio y por tanto, no son muchos los profesores preparados para impartirlo. Hubo además reclamos en el mundo educativo, una modificación de la situación actual. En nivel superior, el español se puede estudiar en las facultades de Humanidades de las principales universidades del país (Copenhague, Sur de Dinamarca Odense, Århus y Aalborg) y en la vertiente aplicada con fines profesionales en las dos Escuelas Superiores de Negocios existentes (Copenhague y Århus), en la que ofrecen estudios de traducción e interpretación y programas combinados de lenguas y economía. Se estudia también en dos Escuelas Superiores de Ingeniería (Copenhague y Vitus Bering, Horsens) en el programa de Ingeniería de Exportación. Entre personal titular y auxiliar, el número de docentes en este nivel asciende a unos noventa.